# Pomoc narzucona
Pomoc narzucona – działania wspierające osobę lub grupę, realizowane przymusowo, pod nakazem jakiejś instytucji (np. sądu) lub na prośbę jakiejś osoby lub instytucji, mające poważne konsekwencje dla funkcjonowania zainteresowanego w środowisku rodzinnym lub społecznym. Nakaz przyjęcia pomocy jest nakazem sprzecznym, ponieważ pomoc może być w pełni skuteczna jedynie w przypadkach, gdy osoba zainteresowana takiej pomocy oczekuje i pragnie. W związku z powyższym pomoc narzucona bywa często odrzucana przez potencjalnego odbiorcę.